# Szolifenacin
A szolifenacin egy kompetitív, specifikus, kolinerg receptor kompetitív antagonista.
A húgyhólyagnak paraszimpatikus kolinerg beidegzése van. Az acetil-kolin főleg az M3 altípusú muszkarin receptorokon keresztül fejti ki a detrusor simaizomzatot összehúzó hatását.
Hiperaktív hólyagműködésnél előforduló sürgető inkontinencia és/vagy gyakori vizelés és sürgető vizelési inger panaszainak tüneti kezelésére használják.

## Gyógyszertan
A szolifenacin kompetitív inhibitora az M3 altípusú muszkarin receptornak és specifikus muszkarin receptor antagonistának bizonyult, tekintve, hogy nem, vagy csak alacsony mértékben mutatott affinitást más receptorokkal és ioncsatornákkal szemben.
A szolifenacin, azáltal, hogy megakadályozza az acetilkolin kötődését e receptorokhoz, csökkenti a simaizom tónusát a hólyagban, így a húgyhólyag nagyobb mennyiségű vizeletet tud megtartani és csökkenti a vizeletürítési, visszatartási epizódok számát. A hosszú eliminációs felezési idő miatt, napi egy adag 24 óráig hat a húgyhólyag simaizom tónusára.

## Ellenjavallatok
A szolifenacin-kezelés ellenjavallt olyan betegeknél, akiknek vizeletretenciója, súlyos gyomor-bélrendszeri megbetegedése (beleértve a toxicus megacolon állapotát), myasthenia gravis betegsége vagy zárt zugú glaukómája van, vagy ezek kockázata fokozott.
A készítmény hatóanyagával vagy bármely segédanyagával szembeni túlérzékenység esetén.
Hemodialízis programban részt vevő betegeknél.
Súlyos májkárosodásban szenvedő betegeknél.
Olyan betegeknél akik súlyos vesekárosodásban vagy középsúlyos májkárosodásban szenvednek és egyidejűleg olyan gyógyszeres kezelésben részesülnek, mely szer a CYP3A4 erős inhibitora.

## Kölcsönhatások
A szolifenacint a máj citokróm P450  CYP3A4 enzimje metabolizálja. Más, a CYP3A4 enzimet gátló gyógyszerekkel, például ketokonazollal együtt történő szedése esetén a szolifenacin metabolizációja csökkenhet, ezáltal koncentrációja megnövekedhet az emberi testben, kiválasztása pedig csökkenhet. A gyártó javaslata alapján erős CYP3A4 gátló szedése esetén a szolifenacin napi adagja ne haladja meg az 5 mg-ot. 
Az előző szakaszban ismertetettek szerint a szolifenacin meghosszabbíthatja a szív QT intervallumát. Ezért hasonló hatást kifejtő gyógyszerekkel, például moxifloxacinnal vagy pimoziddal egyidejűleg nem adható.

## Mellékhatások
A leggyakoribb mellékhatás a szájszárazság, homályos látás, és székrekedés. Más antikolinerg szerhez hasonlóan ritkán verítékcsökkenést miatt bekövetkező hő okozta kimerültséget okozhat.

## Készítmények
VESICARE

## Fordítás
- Ez a szócikk részben vagy egészben  a   Solifenacin című angol Wikipédia-szócikk fordításán alapul.  Az eredeti cikk szerkesztőit annak laptörténete sorolja fel. Ez a jelzés csupán a megfogalmazás eredetét és a szerzői jogokat jelzi, nem szolgál a cikkben szereplő információk forrásmegjelöléseként.